# マルタ・バック
マルタ・バック（スペイン語: Marta Bach、1993年2月17日 - ）は、スペイン・マタロー出身の女子水球選手。

## 経歴
2012年にはイギリスで開催されたロンドンオリンピックに出場し、水球競技で銀メダルを獲得した。水球女子スペイン代表はグループリーグを1位で通過した後に、準々決勝で水球女子イギリス代表を、準決勝で水球女子ハンガリー代表を倒したものの、決勝で水球女子アメリカ合衆国代表に敗れている。
2013年には世界選手権に出場して金メダルを獲得した。2014年にはヨーロッパ水球選手権で金メダルを獲得し、FINA女子水球ワールドカップで銅メダルを獲得した。